# Hygraula nitens
Espèce
Hygraula nitens est une espèce de papillons de la famille des Crambidae qui se rencontre en Australie.

## Galerie

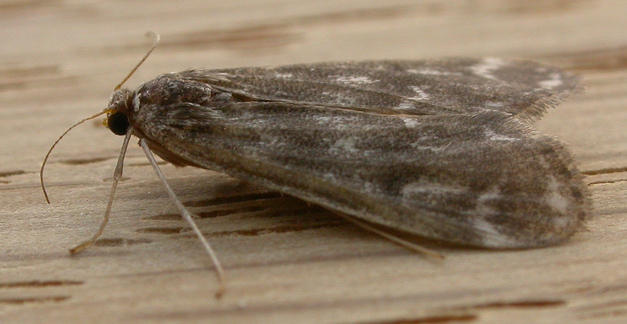